# أوغسطين كيلي
أوغسطين كيلي (1894 - 12 مايو 1960)  (بالإنجليزية: Augustine Kelly)‏ هو لاعب كريكت بريطاني (وحمل سابقاً جنسية المملكة المتحدة لبريطانيا العظمى وأيرلندا). شارك مع منتخب أيرلندا للكريكت.